# Фатална четворка
„Фатална четворка“ (WWE Fatal 4-Way) е турнир на Световната федерация по кеч.
Турнирът е pay-per-view и се провежда на 20 юни 2010 г.

## Мачове
| #        | Мач                                                                                           | Правила                                                    | Време   |
| Дарк мач | Зак Райдър победи Ем Ви Пи                                                                    | Сингъл мач                                                 | Unknown |
| 1        | Кофи Кингстън (c) победи Дрю Макинтайър                                                       | Сингъл мач за интерконтинеталната титла                    | 16:29   |
| 2        | Алиша Фокс победи Ийв Торес (c), Гейл Ким, и Марийс                                           | Фатална четворка мач за титлата на дивите                  | 10:28   |
| 3        | Евън Борн победи Крис Джерико                                                                 | Сингъл мач                                                 | 12:04   |
| 4        | Рей Мистерио победи Джак Суагър (c), Си Ем Пънк и Грамадата                                   | Мач фатална четворка за световната титла в тежка категория | 10:28   |
| 5        | Миз (c) победи Ар Труф                                                                        | Сингъл мач за титлата на съидинените щати                  | 13:23   |
| 6        | Династята Харт (Тайсън Кид, Дейвид Харт Смит и Наталия (кечист) победиха Братята Усо и Тамина | 6-суперзвезди отборен мач                                  | 09:29   |
| 7        | Шеймъс победи Джон Сина (c), Ранди Ортън и Острието                                           | Мач фатална четворка за титлата на федерацията             | 17:25   |